# Marie-Christine de Saxe
Marie-Christine de Saxe (1770-1851) est une princesse de la maison de Saxe, née le 7 décembre 1770 à Dresde. 

## Biographie
Appelée parfois Marie-Albertine de Courlande, elle est la fille de Charles-Christian de Saxe, duc de Courlande et de son épouse morganatique Franciszka Krasińska, et donc la petite-fille de Frédéric-Auguste, prince électeur de Saxe et roi de Pologne sous le nom d'Auguste III. 
Elle épouse à Augsbourg le 24 octobre 1797 Charles-Emmanuel de Savoie-Carignan, petit-fils de la célèbre comtesse de Brionne, qui meurt dès 1800 lui laissant un fils, Charles-Albert, futur roi de Sardaigne et une fille, Élisabeth, future archiduchesse d'Autriche et vice-reine de Lombardie-Vénétie. Elle est la grand-mère du roi Victor-Emmanuel II d'Italie. 
Veuve en 1800, elle s'exila alors à Genève et à Paris, se rallie à l'Empire, refuse de faire élever son fils, héritier putatif du trône savoyard, par le roi de Sardaigne mais trouve un pasteur calviniste qui inculque au jeune homme des idées libérales. 
À Paris, elle épouse en secondes noces (et dans la plus stricte intimité) Jules Maximilien Thibaut, prince de Montléart et marquis de Rumont (1787-1865), le 10 février 1810. Ce mariage civil sera complété d'une cérémonie religieuse, quelques années plus tard, célébrée à Notre-Dame-des-Champs le 1er juin 1814. 
Elle meurt à Paris le 23 novembre 1851 alors que son fils le roi de Sardaigne est mort depuis deux ans.